# Myospila papuensis
Myospila papuensis är en tvåvingeart som beskrevs av John Richard Vockeroth 1972. Myospila papuensis ingår i släktet Myospila och familjen husflugor. Inga underarter finns listade i Catalogue of Life.